# كفت قلعة (تشيلو)
كفت قلعة (بالفارسية: کفت گله) هي منطقة سكنية تقع في إيران في قسم تشيلو الريفي. يقدر عدد سكانها بـ 120 نسمة بحسب إحصاء 2016.